# Львовские орлята

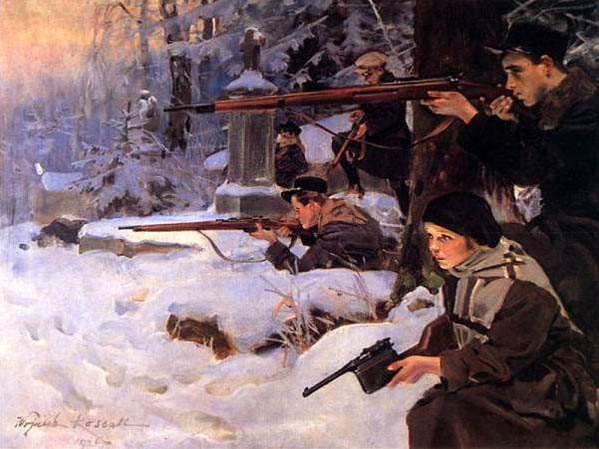
Оборона кладбища «львовскими орлятами» зимой 1918/1919 г. Картина Войцеха Коссака, 1926.

«Львовские орлята» (пол. Orlęta Lwowskie) — утвердившееся в польской традиции, а за ней в историографии название молодых польских добровольцев (в том числе подростков), с оружием в руках принимавших участие в боях за город Львов во время Польско-украинской войны (1918—1919) с армией ЗУНР и во время Советско-польской войны (1919—1921) с Красной армией командарма Александра Егорова; в Польше считаются национальными героями.
Первоначально орлятами называли молодых добровольцев, принимавших участие в боях за Львов (город на Западной Украине) с украинцами 1—22 ноября 1918 г. (см. Польско-украинская война). Со временем, так стали называть всех молодых польских солдат, сражавшихся в Галиции во время Польско-украинской и Советско-польской войн (1919—1921) в том числе за город Перемышль, участников боёв с Красной армией под командованием Будённого под Комарно и Задворцем, называли так же. Погибшие в боях «орлята» были похоронены на Кладбище «орлят», проект которого был создан бывшим «орлёнком» Рудольфом Индрухом; кладбище было в запустении как и многие в СССР, ныне восстановлено.

## Известные «орлята»
Из «львовских орлят» наиболее известны 13-летний доброволец Антоний (Антось) Петрикевич[pl], ученик II класса львовской гимназии, смертельно раненый при защите так называемого «Редута смерти» 23 декабря 1918 г. и умерший в больнице 24 дня спустя. Он был посмертно награждён орденом Virtuti Militari, став самым молодым кавалером этого ордена. Широко известен также его ровесник 14-летний Ежи (Юрек) Бичан, погибший на Лычаковском кладбище 21 ноября (в последний день боёв в городе). Его мать, Александра Загорская (Загурская), также участвовала в боях. Последний из оставшихся в живых «орлят», майор Александр Саляцкий (р. 1904) умер 5 апреля 2008 г.